# La Salvetat-Peyralès
 La Salvetat-Peyralès  là một xã ở tỉnh Aveyron, thuộc vùng Occitanie ở miền nam nước Pháp.